# Янг-Соух-тегин
Янг-Соух-тегин (также Янсу-тегин, Янг-соук, Дулу-хан, перс. Шир-и Кишвар, Шаба) — удельный хан западной части Тюркского каганата, второй сын правителя западной части каганата Кара-Чурин-Тюрка, правитель Пайкенда и Бухары.
Шири Кишвару приписывается постройка шахристана древней Бухары, а также нескольких селений в Бухарском оазисе, такие как Мамастин, Сакматин, Самтин и Фараб.

## Война сТорэмен Апа-ханом.587 год
О Янг-Соух-тегине почти не упоминается в китайских историях, так как он не был верховным правителем каганата, поэтому его жизнь известна очень фрагментарно. Тем не менее, он весьма важен для истории Западно-тюркского каганата, основателем династии которого он был.
К 587 году единый каганат фактически раскалывался из-за вражды верховного кагана и правителя западной части Кара-Чурин-Тюрка. Китайским дипломатам удалось поссорить кагана и одного из важнейших ханов — Торэмен Апа-хана, который в союзе с Кара-Чурином стал воевать с каганом. Через некоторое время союз Кара-Чурина и Апа-хана распался, и Апа-хан захватил крепость Пайкенд в 40 км западнее Бухары и укрепился там.
Тюрки Апа-хана угнетали жителей Бухары, богатые разбегались, а бедные роптали и просили помощи у каганата. Кара-Чурин-Тюрк договорился с каганом о совеместном походе на Апа-хана.
Войско возглавил каган Ашина Чулохоу с китайскими знамёнами (распустив слух о том, что против Апа-хана идёт и китайская армия) и от восточного каганата отправился второй сын Кара-Чурина Янг-Соух-тегин. Возможно, к ним присоединились Юн-Улуг сын Бага-Ышбара хан и старший сын Кара-Чурина Кюлюг-Сибир хан.
В месте недалеко от Бухары, которое греки назвали Икар, весной 587 года произошла битва. По китайским записям многие воины Апа-хана сразу перешли к союзникам, но они храбро дрались. Апа-хан пал в битве (греч.), был схвачен (кит.), или брошен в мешок с ядовитыми пчёлами и умер (перс.). Союзники сразу стали враждовать.
Янг-Соух отправил к Кара-Чурин-Тюрку письмо и попросил оставить за ним Бухару, тот согласился. Янг-Соух-тегин быстро сблизился с местными богачами и восстановил значимость Бухары. Он основал селения Мамастин, Сакматин, Самтин и Фараб.
После его смерти Кара-Чурин назначил Нили правителем Пайкенда.

## Первая персо-тюркская война
В 588 году между Сасанидской империей и каганатом началась война. По персидским источникам, тюркютов возглавлял Савэ-шах или Шаба. Традиционно считается, что Савэ-шах — это каган Чоллыг-Джагбу-Бага хан, но Л. Н. Гумилёв считал, что Савэ-шах — это именно Янг-Соух-тегин. В августе 589 года состоялась битва при Герате, а каган Чоллыг-Джагбу-Бага хан погиб ещё в 588 году, персы считали Савэ сыном Истеми-кагана, но такая путаница могла возникнуть из-за того, что он был вторым сыном Кара-Чурина и ровесником младших детей своего деда Истеми, так что у персов могла возникнуть путаница между Кара-Чурином, сыном Истеми и сыном Кара-Чурина. К тому же после гибели Савэ его место в Бухаре занял его сын Бармуда или Пармуда, а биографии сыновей кагана известны по китайским хроникам, и там нет сведений об их отсутствии или о персидском плене.
В кровопролитной битве Бахрам Чубин убил из лука Савэ-шаха.